# خوليو فرانكو أرانغو
خوليو فرانكو أرانغو (بالإسبانية: Julio Franco Arango)‏ هو قسيس كولومبي، ولد في 3 مارس 1914، وتوفي في 16 سبتمبر 1980.